# Ince, Cheshire
Ince är en ort och civil parish  i Storbritannien.   Den ligger i kommunen Cheshire West and Chester i riksdelen England, i den centrala delen av landet, 270 km nordväst om huvudstaden London. Ince ligger 23 meter över havet och antalet invånare är 209.
Terrängen runt Ince är platt. Havet är nära Ince åt nordväst. Runt Ince är det tätbefolkat, med 286 invånare per kvadratkilometer. Närmaste större samhälle är Liverpool, 17,1 km nordväst om Ince. Trakten runt Ince består i huvudsak av gräsmarker.